# Reduktaza cystynowa
Reduktaza cystynowa – enzym z grupy oksydoreduktaz. Bierze udział w katabolizmie aminokwasów. Redukuje on L-cystynę, rozłączając połączone uprzednio wiązaniem disiarczkowym reszty L-cysteiny, tworząc 2 grupy tiolowe. W rezultacie powstają 2 cząsteczki L-cysteiny. Równoważniki redukcyjne pobrane zostają z NADH i H+, który w wyniku reakcji przekształca się w NAD+.